# Szentandrás község
Szentandrás község (románul: Comuna Sânandrei) község Temes megyében, Romániában. Központja Szentandrás, beosztott falvai Mercyfalva, Temeskovácsi.

## Népessége
A 2011-es népszámlálás adatai alapján a község népessége 5717 fő volt.